# قره‌بوک
قره‌بوک (به ترکی استانبولی: Karabük) شهری است در کشور ترکیه که در استان قره‌بوک واقع شده‌است. جمعیت این شهر بر اساس سرشماری سال ۲۰۰۸ میلادی ۱۰۶٬۱۴۸ نفر و بر اساس برآوردهای سال ۲۰۰۹ میلادی ۱۰۳٬۳۰۲ نفر می‌باشد.